# Epipenaeon georgei
Epipenaeon georgei är en kräftdjursart som beskrevs av Devi 1982. Epipenaeon georgei ingår i släktet Epipenaeon och familjen Bopyridae. Inga underarter finns listade i Catalogue of Life.